# Streifjagd

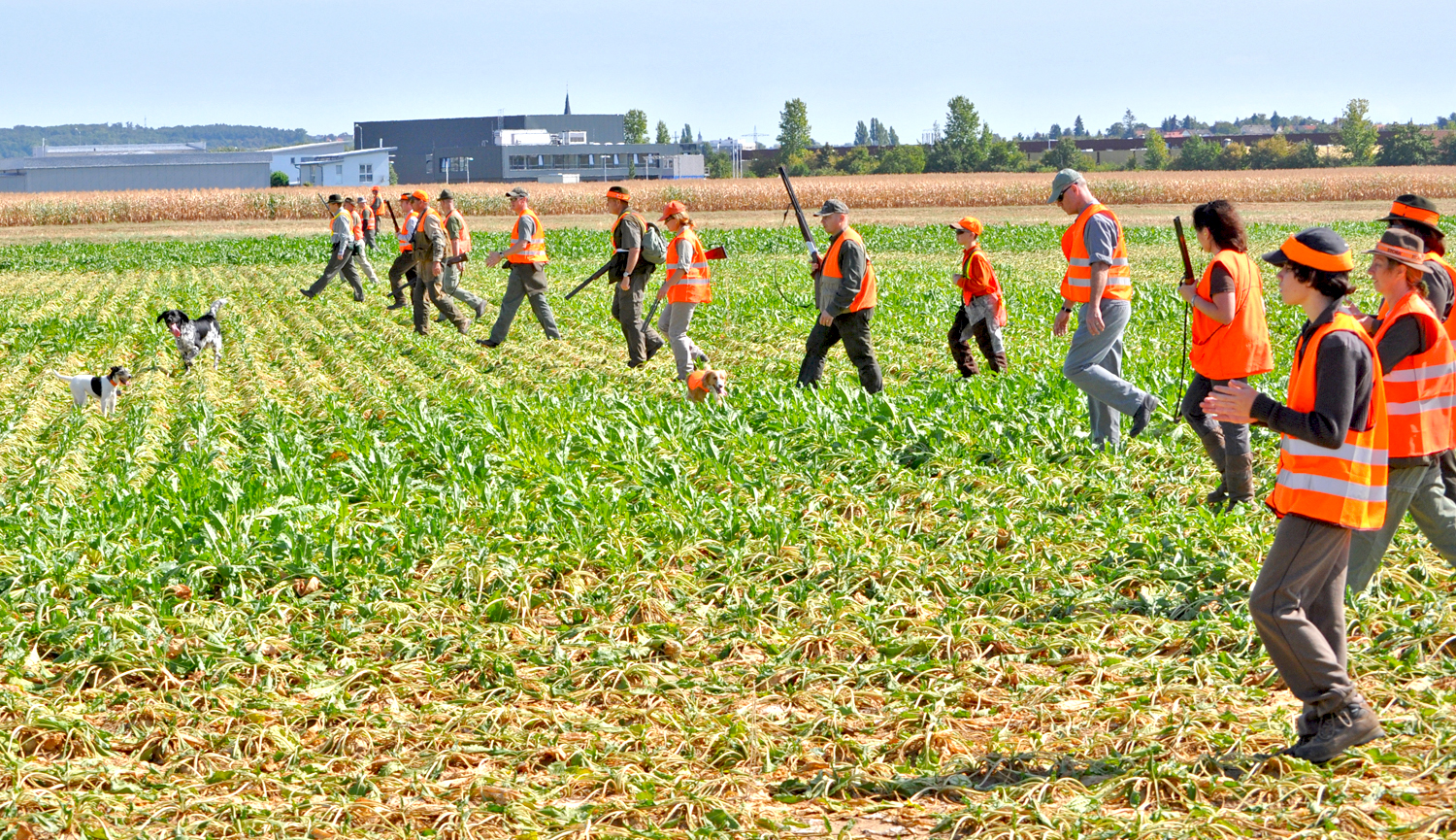
Front aus Schützen, Treibern und Hunden während einer Streifjagd auf Füchse

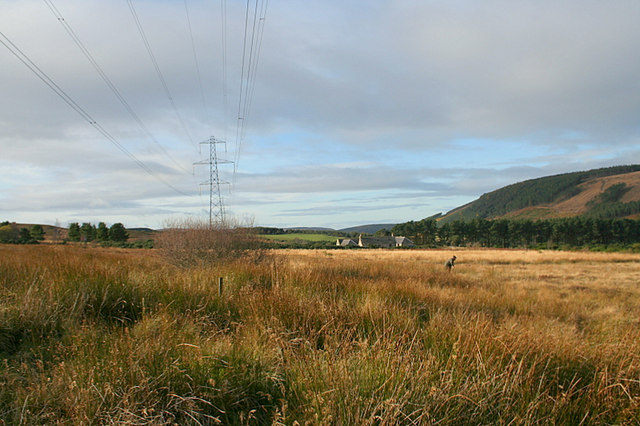
Sogenannter „flanker“, der sich vor der Flanke der Treiberwehr bewegt, beim britischen Äquivalent zur Böhmischen Streife

Die Streifjagd oder Streife ist eine Jagdart bei der Treiber und Jäger das Gelände gegen den Wind in breiter Front absuchen. Eine besondere Form der Streifjagd, die vornehmlich auf den Hasen Anwendung findet, ist die Böhmische Streife. Hierbei werden an den Seiten Treiber und Jäger vorgezogen und bilden somit ein „U“. Das Durchbrechen des Wildes an den Seiten soll hiermit verhindert werden.